# Daniel Dunklin
Daniel Dunklin, född 14 januari 1790 i Greenville, South Carolina, död 25 augusti 1844 i Herculaneum, Missouri, var en amerikansk demokratisk politiker. Han var Missouris guvernör 1832–1836.
Dunklin studerade juridik och var verksam som advokat i Missouri. Han deltog i 1812 års krig och satt i Missouris representanthus 1822–1823.
Dunklin tillträdde 1828 som Missouris viceguvernör och efterträddes 1832 av Lilburn Boggs. Därefter efterträdde han John Miller som guvernör och efterträddes 1836 även i det ämbetet av Boggs.
Dunklin avled 1844 och gravsattes i Herculaneum. Dunklin County har fått sitt namn efter Daniel Dunklin.